# Фредерік Вассер
Фредерік Вассер (фр. Frédéric Vasseur, нар. 28 травня 1968) — французький інженер та менеджер автоспортивних команд. Наразі він є директором команди та генеральним менеджером Scuderia Ferrari. Раніше керував командами Renault, Sauber та Alfa Romeo.

## Кар'єра

### ASM
Вассер закінчив Вищу школу аеронавтики та автомобілебудування та заснував команду ASM у 1996 році, яка в партнерстві з Renault виграла чемпіонат Французької Формули-3 з Давидом Саеленсом у 1998 році та вигравала Євросерію Формули-3 у партнерстві з Mercedes-Benz з Джеймі Гріном, Льюїсом Гамільтоном, Полом ді Рестою та Романом Грожаном, з 2004 по 2007 рік.

### ART Grand Prix
У 2004 році він приєднався до Ніколя Тодта, щоб сформувати команду ART Grand Prix, яка виграла чемпіонат серії GP2 разом з Ніко Росбергом у 2005 році та Льюїсом Гамільтоном у 2006 році.

### Spark Racing Technology
Наприкінці 2013 року він отримав контракт від FIA на виготовлення сорока шасі для першого сезону Формули E для свого новоствореного підприємства Spark Racing Technology. Компанія продовжувала створювати нові шасі для наступних сезонів Формули Е.

### Renault Sport F1
Вассер приєднався до Renault Sport як керівник новоствореної команди Renault Sport Formula One Team під час сезону Формули-1 2016 року. Він пішов у відставку наприкінці сезону 2016 року через розбіжності з керуючим директором Сірілом Абітебулем щодо того, як слід керувати командою.

### Sauber
12 липня 2017 року в Sauber оголосили, що вони призначили Вассера керуючим директором і генеральним виконавчим директором Sauber Motorsport AG, а також директором команди Формули-1 Sauber.

### Scuderia Ferrari
29 листопада 2022 року Scuderia Ferrari оголосила про відхід керівника команди Маттіа Бінотто. Згодом вони оголосили, що на його місце буде призначено Фредеріка Вассера. Він четвертий неіталієць і другий француз, який очолив Ferrari після Жана Тодта.